# Кралска скумрия
Кралската скумрия (Scomberomorus cavalla) е вид бодлоперка от семейство Scombridae. Видът не е застрашен от изчезване.

## Разпространение
Разпространен е в Американски Вирджински острови, Ангуила, Антигуа и Барбуда, Аруба, Барбадос, Бахамски острови, Белиз, Бонер, Бразилия, Британски Вирджински острови, Венецуела, Гваделупа, Гватемала, Гвиана, Гренада, Доминика, Доминиканска република, Кайманови острови, Канада, Колумбия, Коста Рика, Куба, Кюрасао, Мартиника, Мексико, Монсерат, Никарагуа, Панама, Пуерто Рико, Саба, САЩ, Свети Мартин, Сейнт Винсент и Гренадини, Сейнт Китс и Невис, Сейнт Лусия, Сен Естатиус, Синт Мартен, Суринам, Тринидад и Тобаго, Френска Гвиана, Хаити, Хондурас и Ямайка.